# 市川千恵子
市川 千恵子（いちかわ ちえこ〔本名：市川 千江、別名義：市川 千英子〕、1929年10月2日 - ）は、大阪府出身の日本の女優、声優。

## 来歴
日本女子大学中退後、文学座附属演劇研究所を経て、1955年に『どんぐり日記』にて小鳩くるみの母役でデビュー。
かつては北の会、劇団東芸、劇団東宝現代劇、東京俳優生活協同組合、村上事務所、希楽星に所属していた。

## 人物
声種はソプラノ。
特技は日本舞踊、藤間流、大阪弁、京言葉、声楽（クラシック・ラテン）。
趣味は音楽。
長所は大らかなところ、人にやさしいところ。短所は曲がったことが大きらいなところ。

## 出演

### 映画
- 「白い肌の狩人 蝶の骨」（1978年9月23日） - 旅館の女中 役
- 「野性の証明」（1978年10月7日） - 旅館の女将 役
- 「古都」（1980年12月6日）
- 「細雪」（1983年5月21日） - 板倉の母 役
- 「男はつらいよ 口笛を吹く寅次郎」（1983年12月28日） - 大阪屋の妻 役
- 「クローンは故郷をめざす」（2009年1月10日） - 高原ミツ 役
- 「ディア・ドクター」（2009年6月27日） - 井野美佐子 役
- 「ごくせん THE MOVIE」（2009年7月11日） - お年寄り 役
- 「なくもんか」（2009年11月14日） - 野口夫人 役
- 「GANTZ PERFECT ANSWER」（2011年4月23日） - 杉本カヨ 役
- 「ロボジー」（2012年1月14日）

### テレビドラマ

#### NHK
- 「未来からの挑戦」（1977年1月10日 - 2月11日）
- 連続テレビ小説
  - 「おしん」第177話（1983年11月2日） - 女 役
  - 「こころ」第138話（2003年9月6日）
- 「鶴亀ワルツ」第3話（1998年11月21日、NHK BS2）
- 「結婚泥棒」第1話（2002年9月23日）
- 「ニコニコ日記」第13話（2003年9月8日） - 老婦人 役
- 「病院のチカラ〜星空ホスピタル〜」第2話（2007年4月14日）
- 「マドンナ・ヴェルデ〜娘のために産むこと〜」第1話（2011年4月19日） - 高木路子 役

#### 日本テレビ
- 「俺たちの旅」第27話（1976年4月11日）
- 「気まぐれ天使」第7話・第26話（1976年11月17日・1977年3月30日）
- 「大都会 PARTII」第6話（1977年5月10日）
- 「太陽にほえろ!」
  - 第262話「誇り高き刑事」（1977年7月29日）
  - 第321話「朝顔」（1978年9月22日）
  - 第329話「タイムリミット」（1978年11月17日）
  - 第363話「13日金曜日ボン最期の日」（1979年7月13日）
  - 第687話「男と女の関係」（1986年3月7日）
- 「気まぐれ本格派」第15話（1978年2月1日）
- 「新五捕物帳」
  - 第25話「闇の顔をあばけ」（1978年4月4日） - さと 役
  - 第166話「はかなき百両の恋」（1981年12月22日）
  - 最終話「命をかけてくれた女」（1982年11月16日） - おとせ 役
- 「かたぐるま」（1979年5月7日 - 10月29日）
- 24時間テレビ ドラマスペシャル「機の音」（1980年8月30日）
- 火曜サスペンス劇場 → DRAMA COMPLEX
  - 「松本清張の花氷」（1982年3月30日）
  - 「裁かれた絆」（1985年6月25日）
  - 「神々が決めた相続人」（1992年6月9日）
  - 「外科医有森冴子」第2作（2000年10月3日）
  - 「軽井沢ミステリー」第2作（2002年8月13日）
  - 「時代屋の女房」（2006年2月14日） - 老夫婦 役
- 「天まであがれ!2」第5話（1983年9月3日）
- 木曜ゴールデンドラマ
  - 「花嫁となる日」（1986年6月5日）
  - 「蛍の宿」（1988年9月29日）
- 「おさと」（1987年10月5日 - 1988年4月1日）
- 「P.A.」第6話（1998年11月21日）
- 「よい子の味方 〜新米保育士物語〜」第4話（2003年2月8日）
- 「一番大切な人は誰ですか?」第5話（2004年11月10日） - 犬を連れた婦人 役
- 「喰いタン スペシャル」（2006年9月30日） - 母親 役
- 「バンビ〜ノ!」第5話（2007年5月16日） - 五十嵐夫人 役
- 「オー!マイ・ガール!!」第4話（2008年11月4日） - 園長先生 役
- 「THE QUIZ SHOW
-ザ・クイズショウ-」第4話（2008年7月26日）
- 「イケ麺そば屋探偵〜いいんだぜ!〜」第1話（2009年4月4日）
- 「サムライ・ハイスクール」第4話（2009年11月7日） - 本山弘に道を訊いていたお婆さん 役
- 「トッカン 特別国税徴収官」第9話・最終話（2012年9月12日・9月19日）
- 「雲の階段」第7話（2013年5月29日） - 折原キヨ 役
- 「Woman」最終話（2013年9月11日）
- 金曜ロードSHOW! 「ヒガンバナ〜女たちの犯罪ファイル」（2014年10月24日） - 高齢者詐欺被害者 役
- 「○○妻」第9話（2015年3月11日）

#### TBS
- 「放浪家族」第5話（1975年7月30日）
- 「高原へいらっしゃい」第1話（1976年3月25日）
- 「たとえば、愛」第1話（1979年1月11日） - 九条正子 役
- 「はまなすの花が咲いたら」第23話（1982年4月13日）
- 「女橋」（1983年5月30日 - 7月22日） - 静子 役
- ザ・サスペンス「鳥取砂丘殺人事件」（1984年1月21日）
- 東芝日曜劇場「地唄」（1984年11月11日）
- 恋はミステリー劇場 → 水曜ドラマスペシャル
  - 「夜中の薔薇」（1985年1月16日）
  - 「危険なふたり」第2作（1985年4月10日）
- 「お鏡」（1985年9月2日 - 10月18日）
- 「ふぞろいの林檎たちIII」（1991年1月11日 - 3月22日）
- 月曜ドラマスペシャル
  - 「山村美紗サスペンス 名探偵キャサリン」第1作（1996年4月22日）
  - 「愛されなかった女」（1998年2月9日）
- 「マイリトルシェフ」第2話・第7話（2002年7月17日・8月21日）
- 「塩カルビ」第1話・第4話・第6話・最終話（2002年10月3日・10月24日・11月7日・12月26日） - 宮崎夫人 役
- 「あなたの人生お運びします!」第1話（2003年4月10日）
- 「笑顔の法則」第2話（2003年4月20日）
- 「コスメの魔法」第16話・第17話・第20話（2004年1月26日・1月27日・1月30日）
- 「今夜ひとりのベッドで」第1話（2005年10月20日）
- 月曜ミステリー劇場 → 月曜ゴールデン
  - 「検察審査会」（2005年11月21日） - 九条さよ 役
  - 「警部・柘植京介」（2010年9月13日） - 山下梅子 役
- 「いい女」（2006年10月30日 - 12月15日） - 三千代 役
- 「地獄の沙汰もヨメ次第」第1話・第5話（2007年7月5日・8月2日） - 藤原夫人 役
- 「特上カバチ!!」第2話（2010年1月24日） - 中山正の母 役
- 「華和家の四姉妹」第5話（2011年8月7日） - 寿美江 役
- 「花嫁」（2012年1月2日）
- 「終着駅〜トワイライトエクスプレスの恋」（2012年3月20日）

#### フジテレビ
- 「白い巨塔」第2話・第3話（1978年6月10日・6月17日） - 小西きく 役
- 「大捜査線」第2話（1980年1月17日）
- 「女商一代 やらいでか!」（1981年1月5日 - 9月25日） - おすみ 役
- 平岩弓枝ドラマシリーズ「春風の中の女」（1981年4月1日）
- 「同心暁蘭之介」第16話（1982年1月28日）
- 月曜ドラマランド
  - 「とことんトシコ」第1作（1983年11月28日）
  - 「意地悪お手伝いさん」
    - 第1作（1984年2月27日）
    - 第2作（1984年7月9日）
- 第一生命スペシャル「七人めのいとこ」（1984年1月16日）
- 花王名人劇場「裸の大将放浪記」第15作（1985年3月24日） - 居酒屋の女将 役
- 夏樹静子サスペンス「独り旅」（1986年1月13日）
- 「愛の嵐」第1話 - 第5話・第25話（1986年6月30日 - 7月4日・8月1日） - うめ 役
- 「華の別れ」（1989年1月4日 - 3月31日） - 和泉綾 役
- 迎春ドラマスペシャル「夫婦善哉」（1990年1月1日）
- 男と女のミステリー → 金曜エンタテイメント → 金曜プレミアム
  - 「冬の花 悠子」（1990年8月24日）
  - 「ツインズな探偵」第1作（1999年7月9日） - 木下 役
  - 「告知 最愛の妻の末期ガンから死…」（1999年12月17日）
  - 「実録 福田和子」（2002年8月2日）
  - 「京都喰い道楽 古本屋探偵ミステリー」第1作（2002年12月6日） - 梅沢きぬ 役
  - 「スチュワーデス刑事」第7作（2003年1月10日） - 乗客 役
  - 「買物代行人桃子の事件簿」（2003年4月4日） - ばあさん 役
  - 「離婚カウンセラー・轟木祥子」第1作（2004年6月4日）
  - 「赤い霊柩車シリーズ」
    - 第20作「血の鎮魂歌」（2005年10月14日） - 平井花恵 役
    - 第36作「惻隠の誤算」（2016年3月25日） - 児童養護施設「きぼうの星学院」職員 役

  - 「生きててもいい…? ～ひまわりの咲く家～」（2006年3月3日）
- 「凪の光景」（1992年4月6日 - 7月3日）
- 「氷炎 死んでもいい」（1997年3月31日 - 6月27日） - 佐藤里子 役
- 「渥美清のああ、青春日記」（1997年9月24日）
- 「板橋マダムス」第9話（1998年12月9日）
- 「リング〜最終章〜」第4話・第7話・第8話 - 第10話・最終話（1999年1月28日・2月18日・2月25日 - 3月18日・3月25日）
- 「ロケット・ボーイ」第1話（2001年1月10日）
- 「初体験」第6話（2002年2月12日）
- 「空から降る一億の星」第7話（2002年5月27日） - 「ほしのこ園」シスター
- 「ホーム&アウェイ」第1話（2002年10月7日）
- 「ダイヤモンドガール」第11話（2003年6月18日）
- 「クニミツの政」第8話（2003年8月19日）
- 「あなたの隣に誰かいる」第1話（2003年10月7日）
- ほんとにあった怖い話
  - 「最後の買い物」（2004年1月31日） - 牧山郁恵 役[6]
  - 「あの日の約束」（2004年9月7日） - 吉川ソメ 役[7]
  - 「怒りのルビー」（2011年9月3日） - 藤沢貴子 役
- 世にも奇妙な物語「地獄は満員」（2004年9月20日） - お年寄り 役
- 「マザー&ラヴァー」第1話（2004年10月5日）
- 「リターンマッチ ～敗者復活戦～」（2004年12月5日）
- 「契約結婚」第22話・第23話（2005年8月2日・8月3日） - 稲垣貞子 役
- 「がんばっていきまっしょい」第8話（2005年8月30日） - 老婦人 役
- 「小悪魔な女になる方法」（2005年9月27日） - 貞 役
- 「アテンションプリーズ」第9話（2006年6月13日） - 鈴をなくした女婦人 役
- 「Ns'あおい スペシャル 桜川病院最悪の日」（2006年9月26日） - 花村の妻 役
- 「のだめカンタービレ」第7話・第8話（2006年11月27日・12月4日） - おばあさん 役
- 「東京タワー 〜オカンとボクと、時々、オトン〜」（2007年1月8日 - 3月19日）
- 「医龍-Team Medical Dragon-2」第3話（2007年10月25日） - 西沢輝代 役
- 「あしたの、喜多善男〜世界一不運な男の、奇跡の11日間〜」第5話（2008年2月5日） - 佐藤タエ 役
- 「太陽と海の教室」第1話（2008年7月21日） - お婆さん 役
- 「チャンス!〜彼女が成功した理由〜」前編（2009年3月7日） - 吉田キヨ 役
- 「婚カツ!」第3話（2009年5月4日） - 老女 役
- 「魔女裁判」第3話（2009年5月9日） - 幸江 役
- 「恋して悪魔〜ヴァンパイア☆ボーイ〜」第2話（2009年7月14日） - 老人 役
- 「BOSS 2ndシーズン」第7話（2011年6月2日）
- 「結婚しない」第1話・第3話（2012年10月11日・10月25日） - 桐島房江 役
- 「ホラー アクシデンタル」第6話（2013年2月20日） - 金井 役
- 「dinner」第9話（2013年3月10日） - 岩崎美代子 役
- 「ラスト♡シンデレラ」第1話（2013年4月11日） - 陽子 役
- 「ガリレオ 第2シーズン」第2話（2013年4月22日） - 野平みつ子 役
- 「白衣のなみだ」第57話（2013年6月18日）
- 「鍵のかかった部屋 スペシャル」（2014年1月3日）
- 「ファーストクラス 第2期」第6話（2014年11月19日）

#### テレビ朝日
- 土曜ワイド劇場
  - 「片岡孝夫の好青年探偵シリーズ」第4作（1984年5月19日）
  - 「温泉医ぽっかや診療所事件カルテ」第4作（2004年1月17日） - さっちゃん 役
  - 「タクシードライバーの推理日誌」第20作（2005年4月9日） - 須磨キク 役
  - 「超高層ホテルウーマンvs女ガードマン」（2007年12月1日）
  - 「弁護士・森江春策の事件」
    - 第1作「裁判員法廷〜真犯人は誰だ!? 容疑者5人に殺人動機あり!!」（2009年8月1日） - 大森菊子 役
    - 第2作「殺人同窓会〜すり替った友人の死体!!」（2010年8月21日） - 尋ね人 役

  - 「法医学教室の事件ファイル」第30作（2010年1月9日） - 長崎の祖母 役
- 「特捜最前線」第494話（1986年12月4日）
- 「アナザヘヴン〜eclipse〜」第2話・第3話（2000年4月27日・5月4日）
- 「逮捕しちゃうぞ」最終話（2002年12月12日）
- 「TRICK -Troisième partie-」第5話・第6話（2003年11月13日・11月27日） - 大隈重子 役
- 「スカイハイ2」第5話（2004年2月13日） - 南條理恵の義母 役
- 「霊感バスガイド事件簿」第4話（2004年5月7日） - 山科咲 役
- 「ハガネの女 season1」第2話（2010年5月28日） - れもんの祖母 役

#### テレビ東京
- 女と愛とミステリー → 水曜ミステリー9
  - 「黒い目撃者」（2002年1月20日） - 匠 役
  - 「文書鑑定人 白鳥あやめの事件ファイル」（2002年6月9日） - お見合い相手の母 役
  - 「警察署長・たそがれ正治郎」第1作（2005年7月6日） - 石野朝江 役
- 「Deep Love 〜アユの物語〜」最終話（2004年12月24日） - 老婦人 役
- 「トラブルマン」（2010年4月9日 - 7月9日）
- 「孤独のグルメ Season1」第11話（2012年3月15日） - すみれ・女将 役

#### WOWOW
- 「引き継ぎ」（2011年3月27日）
- 「コールドケース 〜真実の扉〜」第6話（2016年11月26日） - ジョージ中村の妻 役

### 特撮
- 「満福少女ドラゴネット」第3話（2010年7月17日、tvk）

### 配信ドラマ
- 「40女と90日間で結婚する方法」第1話（2009年5月1日、BeeTV）

### その他
- 「みんななかよし」（1962年4月11日 - 1987年3月18日、NHK教育テレビ）
- 「中学生日記」（1972年4月9日 - 2012年3月16日、NHK教育テレビ）
- 「明治の群像 海に火輪を」第6回（1976年8月26日、NHK）
- 「さわやか3組」（1987年4月8日 - 2009年3月11日、NHK教育テレビ）
- 「悲しみを勇気にかえて」（2005年1月14日、TBS）
- 「 ドクロゲキ2」（2012年6月9日、フジテレビ）
- 「未解決事件」第3回（2013年6月9日、NHK）

### テレビアニメ
- フランダースの犬（1975年、グレタ）
- 家なき子（1978年）
- ペリーヌ物語（1978年、侯爵夫人）
- 美味しんぼ（1990年、おかみさん）
- NieA-7（2000年、荏ノ嶋モモ）
- 蟲師（2005年、村人）

### 吹き替え

#### 映画
1975年
- おかしなおかしなおかしな世界（NETテレビ版）
- ショーン・コネリー/盗聴作戦（フジテレビ版、洋服店員）

1976年
- コッチおじさん（NETテレビ版、ロバーツ〈ジェーン・コンネル	〉）
- サウンド・オブ・ミュージック（NETテレビ版、フジテレビ版〔1978年〕、マルガリータ〈アンナ・リー〉）

1977年
- 雨に唄えば（フジテレビ版）
- ニューヨークの王様（TBS版、モナ・クロムウェル夫人〈ジョーン・イングラム〉）

1978年
- ドラキュラ'72（テレビ朝日版）
- マイ・フェア・レディ（テレビ朝日版）

1979年
- ケイン号の叛乱（フジテレビ版、キース夫人〈キャサリン・ウォーレン〉）
- パピヨン（フジテレビ版、スペリオル〈バーバラ・モリソン〉）

1980年
- テキサス魂（テレビ朝日版）

1981年
- ドランクモンキー 酔拳（フジテレビ版、飛鴻の叔母〈リンダ・リン・イン〉）
- ファイヤークリークの決斗（テレビ朝日版、レア〈ブルック・バンディ〉）

1982年
- 1941（TBS版）
- テレフォン（フジテレビ版、妻）

1983年
- ダーティハリー3（テレビ朝日版）

1984年
- 太陽がいっぱい（テレビ朝日版、ジャンナ夫人〈アヴェ・ニンキ〉）
- フリービーとビーン/大乱戦（テレビ朝日版、ミルドレッド〈ロレッタ・スウィット〉）

1985年
- スーパーマンIII/電子の要塞（テレビ朝日版）

1986年
- 成龍拳（TBS版、シャオライの母〈チャン・シンチア〉）

1988年
- ザ・カー（テレビ朝日版、ミス・マクドナルド〈ケイト・マータフ〉）

1992年
- 推定有罪（フェルドマン判事）※NHK版
- ピンク・キャデラック（TBS版）

#### 人形劇
- スーパーカー 危うし! 原子力機関車（1965年、受付嬢）※フジテレビ版

### 舞台
- 「冬の椿」
- 「がしんたれ」
- 「樽屋おせん」

### CM
- ヤマト運輸（2007年）
- パラマウントベッド（2012年）

## 方言指導
- 「うちの子にかぎって… 第2期」第7話（1985年5月31日、TBS）
- 土曜ワイド劇場「京都化野殺人事件」（1987年3月7日、テレビ朝日）
- 火曜サスペンス劇場「京都金沢殺人事件シリーズ」第1作（2002年3月5日、日本テレビ）